# Albatros L 78
L'Albatros L 78 fu un aereo da ricognizione monomotore, biposto e biplano, sviluppato dall'azienda aeronautica tedesca Albatros Flugzeugwerke negli anni venti.
Destinato ufficialmente al mercato dell'aviazione civile, al pari di numerosi altri modelli sviluppati in Germania nel periodo, fu progettato per poter essere facilmente convertito all'uso militare, specificatamente come aereo da addestramento alla ricognizione, alla caccia e per la formazione dei mitraglieri. Il modello, risultato difficile da pilotare, non riuscì a ottenere commissioni di rilievo e il suo sviluppo venne sospeso in favore di nuovi modelli.

## Civili
Germania
- Deutsche Versuchsanstalt für Luftfahrt (DVL)
- Deutsche Verkehrsfliegerschule (DVS)